# Platensina zodiacalis
Platensina zodiacalis är en tvåvingeart som först beskrevs av Mario Bezzi 1913.  Platensina zodiacalis ingår i släktet Platensina och familjen borrflugor. Inga underarter finns listade i Catalogue of Life.